# Ḩasan Qeshlāq
Ḩasan Qeshlāq (persiska: جين قِشلاق, جِنّ قِشلاقی, حسن قشلاق, Jīn Qeshlāq) är en ort i Iran.   Den ligger i provinsen Ardabil, i den nordvästra delen av landet, 400 km nordväst om huvudstaden Teheran. Ḩasan Qeshlāq ligger 1 516 meter över havet och antalet invånare är 321.
Terrängen runt Ḩasan Qeshlāq är kuperad åt sydost, men åt nordväst är den platt. Runt Ḩasan Qeshlāq är det ganska glesbefolkat, med 38 invånare per kvadratkilometer. Närmaste större samhälle är Kūrā'īm, 5,2 km sydväst om Ḩasan Qeshlāq. Trakten runt Ḩasan Qeshlāq består i huvudsak av gräsmarker.